# كيفين كوستنر
كيفين كوستنر (بالإنجليزية: Kevin Costner)‏ مخرج وممثل أمريكي من مواليد 18 يناير 1955, فائز بجائزة الأوسكار مرتين لأفضل فيلم وأفضل مخرج عام 1990 عن فيلم الرقص مع الذئاب، كما فاز بنفس الفيلم على جائزة الغولدن غلوب 1991 لأفضل مخرج، قام ببطولة العديد من الأفلام منها جي اف كي وساعي البريد.

## عن حياته

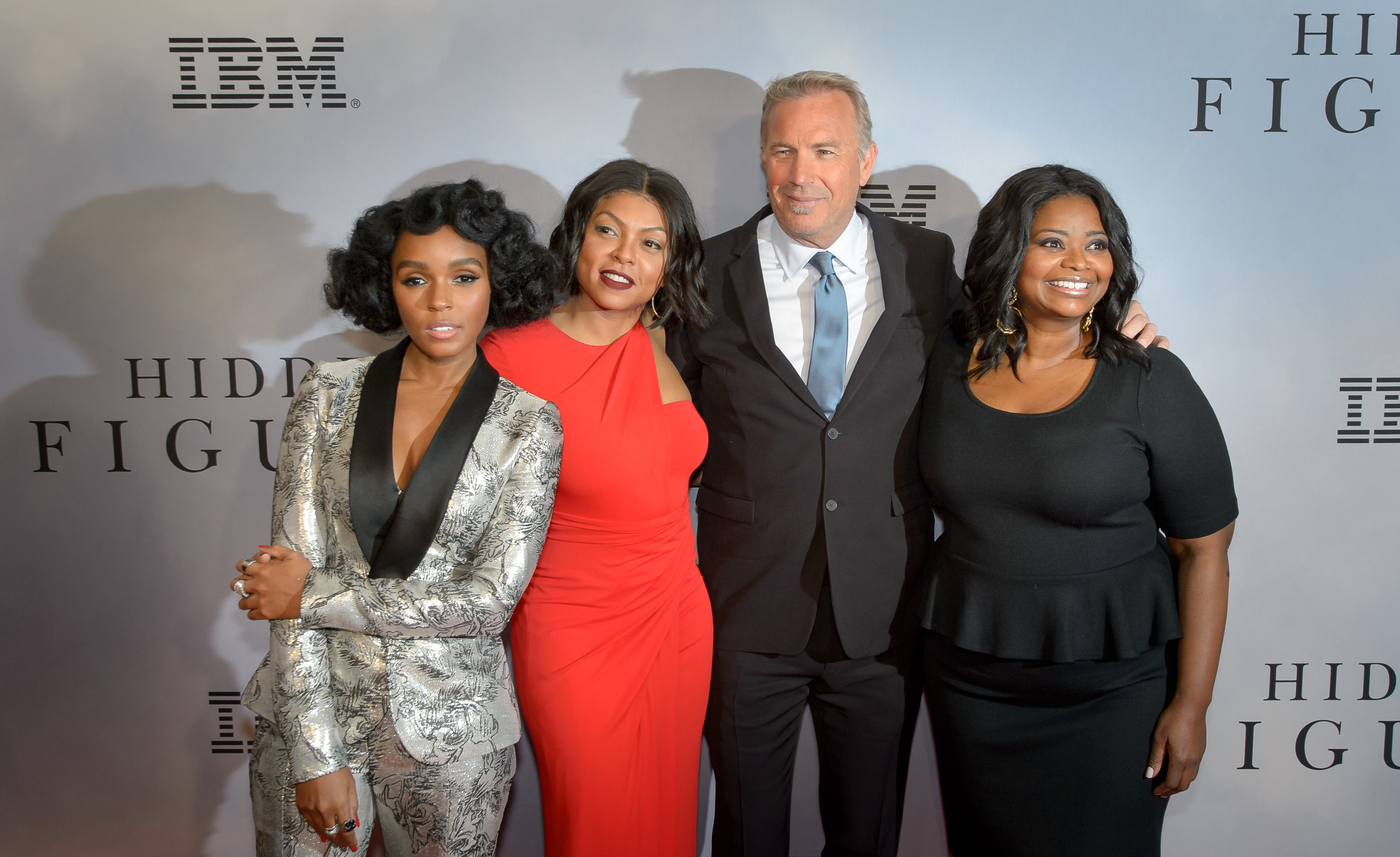
حفل فيلم "شخصيات مخفية".

ولد كوستنر في لينوود، كاليفورنيا، وكان أصغر من ثلاثة أبناء (منتصفهم مات عند الولادة). وكانت والدته شارون راي، إحدى موظفي الشؤون الاجتماعية، وكان والده، وليام كوستنر، كهربائي ومرافق تنفيذي في وقت لاحق في شركة اديسون كاليفورنيا الجنوبية. [1] [2] أصل كوستنرالأبوي ينشأ مع المهاجرين الألمان إلى ولاية كارولينا الجنوبية [3] لديه أيضا أصل اللغة الإنجليزية والأيرلندية، وقالت أن أحد أجداده قد «تزوج امرأة شيروكي» [3] [4] [5] [6] وأثيرت كوستنر المعمدان [7 ] وقال أنه حضر Cabrillo الإعدادية والثانوية فيلا بارك. لم يكن يميل كوستنر أكاديميا. بدلا من ذلك، يتمتع هو الرياضة، وأخذ دروس العزف على البيانو، وكتب الشعر وغنى في جوقة المعمدانية الأولى. [1] [8] وكان قد ذكر أن مشاهدة هذا الفيلم كيف وفاز في الغرب في سن السابعة قد «شكلت» له في مرحلة الطفولة. [3]
قضى سنوات مراهقته في مناطق مختلفة من ولاية كاليفورنيا ومهنة والده تقدما، [3] وقد وصف كوستنر هذا النحو لفترة عندما «فقد الكثير من الثقة»، وكان لتكوين صداقات جديدة في كثير من الأحيان. [3] كوستنر عاش في مقاطعة أورانج، ثم في فيساليا (تثلر مقاطعة)، وحضور جبل. ويتني مدرسة ثانوية، ومن ثم العودة إلى فنتورا، وتخرج من المدرسة العليا بوينا في عام 1973. ذهب ليحصل على شهادة البكالوريوس في التسويق والتمويل من جامعة ولاية كاليفورنيا، فوليرتون، في عام 1978. [3]
أصبح كوستنر مهتما بالعمل في سنته الأخيرة من الكلية، [3]، وبعد التخرج تزوجت سيندي سيلفا. وقضى الزوجان شهر العسل في بويرتو فالارتا، وفي رحلة العودة بالطائرة سنحت له فرصة اللقاء مع الممثل وزميله الراكب ريتشارد بيرتون، الذي كان قد اشترى جميع المقاعد من حوله. وافق برتون التحدث إلى كوستنر بعد أن أنهى كتابه. كوستنر، الذي كان قد أخذ دروس التمثيل، لكن لم يخبر زوجته عن رغبته في أن يكون ممثلا. وقال كوستنر لبيرتون أنه كان يفضل أن لا يملأ حياته مع نوع من الدراما، التي أعقبت بيرتون وسئل عما إذا كان سيتعين عليه تحمل ذلك إذا أصبح طرفا فاعلا. أجاب بيرتون، «لديك عيون خضراء. لدي عيون خضراء. اعتقد أنك سوف تكون على ما يرام.» بعد الهبوط، وتوجهت ليموزين بيرتون لتصل إلى الرصيف حيث كوستنر وسيندي كانوا في انتظار سيارة أجرة، حيث تمنى بيرتون لكوستنر الحظ. كوستنر لن يرى بيرتون مرة أخرى، ولكن ساهم بيرتون جزئيا على حياته المهنية. [1] [9]
بدأ كوستنر بعد أن وافق على عمل كمدير تنفيذي لإحدى المحال التسويقية في المقابل، أخذ دروس في التمثيل خمس ليال في الأسبوع، وذلك بدعم من زوجته. [3] وظيفته تسويق استمرت 30 يوما. تولى العمل الذي مكنه من تطوير مهاراته الدراسية من خلال العمل، بما في ذلك العمل على قوارب الصيد، كسائق شاحنة، وإعطاء جولات من منازل نجوم هوليوود "لدعم الزوجين في حين أته قدم أيضا جولات الاختبار. [1]

## الترشيحات والجوائز

### جائزة الأوسكار
- أفضل ممثل رئيسى عام 1991 عن فيلم الرقص مع الذئاب (Dances with Wolves)
- أفضل مخرج عام 1991 عن فيلم الرقص مع الذئاب (Dances with Wolves) وفاز بها
- أفضل فيلم عام 1991 عن فيلم الرقص مع الذئاب (Dances with Wolves) وفاز بها بالمشاركة مع جيم ويلسون

### الغولدن غلوب
- أفضل ممثل درامي عام 1991 عن فيلم الرقص مع الذئاب (Dances with Wolves)
- أفضل مخرج عام 1991 عن فيلم الرقص مع الذئاب (Dances with Wolves) وفاز بها
- أفضل ممثل درامي عام 1992 عن فيلم JFK
- أفضل ممثل كوميدي أو استعراضي عام 1997 عن فيلم Tin Cup

## روابط خارجية
- كيفين كوستنر على موقع IMDb (الإنجليزية)
- كيفين كوستنر على موقع ميتاكريتيك (الإنجليزية)
- كيفين كوستنر على موقع الموسوعة البريطانية (الإنجليزية)
- كيفين كوستنر على موقع روتن توميتوز (الإنجليزية)
- كيفين كوستنر على موقع مونزينجر (الألمانية)
- كيفين كوستنر على موقع ألو سيني (الفرنسية)
- كيفين كوستنر على موقع ميوزك برينز (الإنجليزية)
- كيفين كوستنر على موقع تيرنر كلاسيك موفيز (الإنجليزية)
- كيفين كوستنر على موقع أول موفي (الإنجليزية)
- كيفين كوستنر على موقع بوكس أوفيس موجو (الإنجليزية)